# ازواهن
ازواهن (Āhzwahēn) یا ارسواگن هشتمین اران‌شاه اشکانی بود که تقریباً از سال ۴۱۵ تا ۴۴۰ میلادی بر اران حکومت کرد. او به احتمال زیاد پسر اورنایر اران‌شاه قبلی بود، در حالی که مادرش دخترِ شاهنشاه ساسانی، شاپور دوم (ح. ۳۰۹–۳۷۹میلادی) بود. ازواهن خود با دختر شاهنشاه یزدگرد دوم (ح. ۴۳۸–۴۵۷میلادی) ازدواج کرده بود. حک. 438–457در عهد ازواهن بود که خط ارانی در سال ۴۲۰ میلادی خلق شد. جانشین ازواهن واچه دوم شد که به احتمال زیاد پسر او بود. اران‌شاه بعدی، واچاگان سوم نیز ممکن است پسر ازواهن باشد.
از ازواهن در یک مهر پارسی یاد شده است که متن آن چنین است: Āhzwahēn i, Ārān šāh ("ازواهن، آران‌شاه"). این مهر یکی از سه مهر اشرافی ارانی است که بین پایان قرن چهارم و آغاز قرن ششم میلادی ساخته شده است.